# زبان‌گاوی جنوبی
زبان‌گاوی جنوبی (نام علمی: Cynoglossus broadhursti) نام یک گونه از سرده کفشک زبان‌گاوی است.